# Lista över världsmästare i skidskytte
Detta är en lista över världsmästare i skidskytte. Mellan åren 1958 och 1965 ingick i VM en inofficiell stafett, vars segrare inte är med på listan eftersom inga medaljer delades ut.

## Herrar
| År   | Värdort                | 20 km distans      | 4x7,5 km stafett |
| ---- | ---------------------- | ------------------ | ---------------- |
| 1958 | Saalfelden             | Adolf Wiklund      |                  |
| 1959 | Courmayeur             | Vladimir Melanin   |                  |
| 1961 | Umeå                   | Kalevi Huuskonen   |                  |
| 1962 | Tavastehus             | Vladimir Melanin   |                  |
| 1963 | Seefeld in Tirol       | Vladimir Melanin   |                  |
| 1965 | Elverum                | Olav Jordet        |                  |
| 1966 | Garmisch-Partenkirchen | Jon Istad          | Norge            |
| 1967 | Altenberg              | Viktor Mamatov     | Norge            |
| 1969 | Zakopane               | Aleksandr Tichonov | Sovjetunionen    |
| 1970 | Östersund              | Aleksandr Tichonov | Sovjetunionen    |
| 1971 | Tavastehus             | Dieter Speer       | Sovjetunionen    |
| 1973 | Lake Placid            | Aleksandr Tichonov | Sovjetunionen    |

| År   | Värdort               | 10 km sprint          | 20 km distans       | 4x7,5 km stafett | Lagtävling    |
| ---- | --------------------- | --------------------- | ------------------- | ---------------- | ------------- |
| 1974 | Minsk                 | Juhani Suutarinen     | Juhani Suutarinen   | Sovjetunionen    |               |
| 1975 | Antholz/Anterselva    | Nikolaj Kruglov       | Heikki Ikola        | Finland          |               |
| 1976 | Antholz/Anterselva    | Aleksandr Tichonov    | [ 1 ]               | [ 1 ]            |               |
| 1977 | Vingrom               | Aleksandr Tichonov    | Heikki Ikola        | Sovjetunionen    |               |
| 1978 | Hochfilzen            | Frank Ullrich         | Odd Lirhus          | Östtyskland      |               |
| 1979 | Ruhpolding            | Frank Ullrich         | Klaus Siebert       | Östtyskland      |               |
| 1981 | Lahtis                | Frank Ullrich         | Heikki Ikola        | Östtyskland      |               |
| 1982 | Minsk                 | Eirik Kvalfoss        | Frank Ullrich       | Östtyskland      |               |
| 1983 | Antholz/Anterselva    | Frank Ullrich         | Eirik Kvalfoss      | Sovjetunionen    |               |
| 1985 | Ruhpolding            | Jurij Kasjkarov       | Frank-Peter Roetsch | Sovjetunionen    |               |
| 1986 | Oslo                  | Valerij Medvedtsev    | Valerij Medvedtsev  | Sovjetunionen    |               |
| 1987 | Lake Placid           | Frank-Peter Roetsch   | Frank-Peter Roetsch | Östtyskland      |               |
| 1989 | Feistritz an der Drau | Frank Luck            | Eirik Kvalfoss      | Östtyskland      | Sovjetunionen |
| 1990 | Minsk Oslo Kontiolax  | Mark Kirchner         | Valerij Medvedtsev  | Italien          | Östtyskland   |
| 1991 | Lahtis                | Mark Kirchner         | Mark Kirchner       | Tyskland         | Italien       |
| 1992 | Novosibirsk           | [ 1 ]                 | [ 1 ]               | [ 1 ]            | OSS           |
| 1993 | Borovets              | Mark Kirchner         | Andreas Zingerle    | Italien          | Tyskland      |
| 1994 | Canmore               | [ 1 ]                 | [ 1 ]               | [ 1 ]            | Italien       |
| 1995 | Antholz/Anterselva    | Patrice Bailly-Salins | Tomasz Sikora       | Tyskland         | Norge         |
| 1996 | Ruhpolding            | Vladimir Dratjov      | Sergej Tarasov      | Ryssland         | Belarus       |

| År   | Värdort             | 10 km sprint       | 12,5 km jaktstart | 20 km distans | 4x7,5 km stafett | Lagtävling |
| ---- | ------------------- | ------------------ | ----------------- | ------------- | ---------------- | ---------- |
| 1997 | Osrblie             | Wilfried Pallhuber | Viktor Maigurov   | Ricco Gross   | Tyskland         | Belarus    |
| 1998 | Pokljuka Hochfilzen | [ 1 ]              | Vladimir Dratjov  | [ 1 ]         | [ 1 ]            | Norge      |

| År   | Värdort            | 10 km sprint         | 12,5 km jaktstart    | 15 km masstart       | 20 km distans        | 4x7,5 km stafett |
| ---- | ------------------ | -------------------- | -------------------- | -------------------- | -------------------- | ---------------- |
| 1999 | Kontiolax          | Frank Luck           | Ricco Gross          | Sven Fischer         | Sven Fischer         | Belarus          |
| 2000 | Oslo               | Frode Andresen       | Frank Luck           | Wolfgang Rottmann    | Raphaël Poirée       | Ryssland         |
| 2001 | Pokljuka           | Pavel Rostovtsev     | Pavel Rostovtsev     | Paavo Puurunen       | Raphaël Poirée       | Frankrike        |
| 2002 | Oslo               | [ 1 ]                | [ 1 ]                | [ 1 ]                | Raphaël Poirée       | [ 1 ]            |
| 2003 | Chanty-Mansijsk    | Ole Einar Bjørndalen | Ricco Gross          | Ole Einar Bjørndalen | Halvard Hanevold     | Tyskland         |
| 2004 | Oberhof            | Raphaël Poirée       | Ricco Gross          | Raphaël Poirée       | Raphaël Poirée       | Tyskland         |
| 2005 | Hochfilzen         | Ole Einar Bjørndalen | Ole Einar Bjørndalen | Ole Einar Bjørndalen | Roman Dostál         | Norge            |
| 2007 | Antholz/Anterselva | Ole Einar Bjørndalen | Ole Einar Bjørndalen | Michael Greis        | Raphaël Poirée       | Tyskland         |
| 2008 | Östersund          | Maksim Tjudov        | Ole Einar Bjørndalen | Emil Hegle Svendsen  | Emil Hegle Svendsen  | Ryssland         |
| 2009 | Pyeongchang        | Ole Einar Bjørndalen | Ole Einar Bjørndalen | Dominik Landertinger | Ole Einar Bjørndalen | Norge            |
| 2011 | Chanty-Mansijsk    | Arnd Peiffer         | Martin Fourcade      | Emil Hegle Svendsen  | Tarjei Bø            | Norge            |
| 2012 | Ruhpolding         | Martin Fourcade      | Martin Fourcade      | Martin Fourcade      | Jakov Fak            | Norge            |
| 2013 | Nové Město         | Emil Hegle Svendsen  | Emil Hegle Svendsen  | Tarjei Bø            | Martin Fourcade      | Norge            |
| 2015 | Kontiolax          | Johannes Thingnes Bø | Erik Lesser          | Jakov Fak            | Martin Fourcade      | Tyskland         |
| 2016 | Oslo               | Martin Fourcade      | Martin Fourcade      | Johannes Thingnes Bø | Martin Fourcade      | Norge            |
| 2017 | Hochfilzen         | Benedikt Doll        | Martin Fourcade      | Simon Schempp        | Lowell Bailey        | Ryssland         |
| 2019 | Östersund          | Johannes Thingnes Bø | Dmytro Pidrutjnyj    | Dominik Windisch     | Arnd Peiffer         | Norge            |
| 2020 | Rasen-Antholz      | Aleksandr Loginov    | Émilien Jacquelin    | Johannes Thingnes Bø | Martin Fourcade      | Frankrike        |
| 2021 | Pokljuka           | Martin Ponsiluoma    | Émilien Jacquelin    | Sturla Holm Lægreid  | Sturla Holm Lægreid  | Norge            |
| 2023 | Oberhof            | Johannes Thingnes Bø | Johannes Thingnes Bø | Sebastian Samuelsson | Johannes Thingnes Bø | Frankrike        |
| 2024 | Nové Město         | Sturla Holm Lægreid  | Johannes Thingnes Bø | Johannes Thingnes Bø | Johannes Thingnes Bø | Sverige          |
| 2025 | Lenzerheide        | Johannes Thingnes Bø | Johannes Thingnes Bø | Endre Strømsheim     | Éric Perrot          | Norge            |

## Damer
| År   | Värdort               | 5 / 7,5 km sprint  | 10 / 15 km distans | 3x5 /3x7,5 km stafett | Lagtävling    |
| ---- | --------------------- | ------------------ | ------------------ | --------------------- | ------------- |
| 1984 | Chamonix              | Venera Tjernysjova | Venera Tjernysjova | Sovjetunionen         |               |
| 1985 | Egg am Etzel          | Kaja Parve         | Sanna Grønlid      | Sovjetunionen         |               |
| 1986 | Falun                 | Eva Korpela        | Kaja Parve         | Sovjetunionen         |               |
| 1987 | Lahtis                | Jelena Golovina    | Sanna Grønlid      | Sovjetunionen         |               |
| 1988 | Chamonix              | Anne Elvebakk      | Petra Schaaf       | Sovjetunionen         |               |
| 1989 | Feistritz an der Drau | Anne Elvebakk      | Petra Schaaf       | Sovjetunionen         | Sovjetunionen |
| 1990 | Minsk Oslo            | Anne Elvebakk      | Svetlana Davidova  | Sovjetunionen         | Sovjetunionen |
| 1991 | Lahtis                | Grete I. Nykkelmo  | Petra Schaaf       | Sovjetunionen         | Sovjetunionen |
| 1992 | Novosibirsk           | [ 1 ]              | [ 1 ]              | [ 1 ]                 | Tyskland      |
| 1993 | Borovets              | Myriam Bédard      | Petra Schaaf       | Tjeckien              | Frankrike     |
| 1994 | Canmore               | [ 1 ]              | [ 1 ]              | [ 1 ]                 | Belarus       |
| 1995 | Antholz/Anterselva    | Anne Briand        | Corinne Niogret    | Tyskland              | Norge         |
| 1996 | Ruhpolding            | Olga Romasko       | Emmanuelle Claret  | Tyskland              | Tyskland      |

| År   | Värdort             | 10 km sprint | 12,5 km jaktstart  | 20 km distans      | 4x7,5 km stafett | Lagtävling |
| ---- | ------------------- | ------------ | ------------------ | ------------------ | ---------------- | ---------- |
| 1997 | Osrblie             | Olga Romasko | Magdalena Forsberg | Magdalena Forsberg | Tyskland         | Norge      |
| 1998 | Pokljuka Hochfilzen | [ 1 ]        | Magdalena Forsberg | [ 1 ]              | [ 1 ]            | Ryssland   |

| År   | Värdort            | 7,5 km sprint           | 10 km jaktstart    | 12.5 km masstart            | 15 km distans      | 4x6 (4x7,5) km stafett |
| ---- | ------------------ | ----------------------- | ------------------ | --------------------------- | ------------------ | ---------------------- |
| 1999 | Kontiolax          | Martina Zellner         | Olena Zubrilova    | Olena Zubrilova             | Olena Zubrilova    | Tyskland               |
| 2000 | Oslo               | Liv Grete Poirée        | Magdalena Forsberg | Corinne Niogret             | Liv Grete Poirée   | Ryssland               |
| 2001 | Pokljuka           | Kati Wilhelm            | Liv Grete Poirée   | Magdalena Forsberg          | Magdalena Forsberg | Ryssland               |
| 2002 | Oslo               | [ 1 ]                   | [ 1 ]              | [ 1 ]                       | Olena Zubrilova    | [ 1 ]                  |
| 2003 | Chanty-Mansijsk    | Sylvie Becaert          | Sandrine Bailly    | Albina Achatova             | Kateřina Holubcová | Ryssland               |
| 2004 | Oberhof            | Liv Grete Poirée        | Liv Grete Poirée   | Liv Grete Poirée            | Olga Pyljova       | Norge                  |
| 2005 | Hochfilzen         | Uschi Disl              | Uschi Disl         | Gro Marit Istad Kristiansen | Andrea Henkel      | Ryssland               |
| 2007 | Antholz/Anterselva | Magdalena Neuner        | Magdalena Neuner   | Andrea Henkel               | Linda Grubben      | Tyskland               |
| 2008 | Östersund          | Andrea Henkel           | Andrea Henkel      | Magdalena Neuner            | Jekaterina Jurjeva | Tyskland               |
| 2009 | Pyeongchang        | Kati Wilhelm            | Helena Jonsson     | Olga Zajtseva               | Kati Wilhelm       | Ryssland               |
| 2011 | Chanty-Mansijsk    | Magdalena Neuner        | Kaisa Mäkäräinen   | Magdalena Neuner            | Helena Ekholm      | Tyskland               |
| 2012 | Ruhpolding         | Magdalena Neuner        | Darja Domratjeva   | Tora Berger                 | Tora Berger        | Tyskland               |
| 2013 | Nové Město         | Olena Pidhrusjna        | Tora Berger        | Darja Domratjeva            | Tora Berger        | Norge                  |
| 2015 | Kontiolax          | Marie Dorin Habert      | Marie Dorin Habert | Valj Semerenko              | Jekaterina Jurlova | Tyskland               |
| 2016 | Oslo               | Tiril Eckhoff           | Laura Dahlmeier    | Marie Dorin Habert          | Marie Dorin Habert | Norge                  |
| 2017 | Hochfilzen         | Gabriela Koukalová      | Laura Dahlmeier    | Laura Dahlmeier             | Laura Dahlmeier    | Tyskland               |
| 2019 | Östersund          | Anastasija Kuzmina      | Denise Herrmann    | Dorothea Wierer             | Hanna Öberg        | Norge                  |
| 2020 | Antholz            | Marte Olsbu Røiseland   | Dorothea Wierer    | Marte Olsbu Røiseland       | Dorothea Wierer    | Norge                  |
| 2021 | Pokljuka           | Marte Olsbu Røiseland   | Tiril Eckhoff      | Lisa Theresa Hauser         | Markéta Davidová   | Norge                  |
| 2023 | Oberhof            | Denise Herrmann-Wick    | Julia Simon        | Hanna Öberg                 | Hanna Öberg        | Italien                |
| 2024 | Nové Město         | Julia Simon             | Julia Simon        | Justine Braisaz-Bouchet     | Lisa Vittozzi      | Frankrike              |
| 2025 | Lenzerheide        | Justine Braisaz-Bouchet | Franziska Preuß    | Elvira Öberg                | Julia Simon        | Frankrike              |

## Mixed-stafett
| År   | Värdort              | 4x6 km / 2x6 + 2x7,5 km stafett |
| ---- | -------------------- | ------------------------------- |
| 2005 | Chanty-Mansijsk      | Ryssland                        |
| 2006 | Pokljuka             | Ryssland                        |
| 2007 | Antholz              | Sverige                         |
| 2008 | Östersund            | Tyskland                        |
| 2009 | Pyeongchang          | Frankrike                       |
| 2010 | Chanty-Mansijsk      | Tyskland                        |
| 2011 | Chanty-Mansijsk      | Norge                           |
| 2012 | Ruhpolding           | Norge                           |
| 2013 | Nové Město na Moravě | Norge                           |
| 2015 | Kontiolax            | Tjeckien                        |
| 2016 | Oslo                 | Frankrike                       |
| 2017 | Hochfilzen           | Tyskland                        |
| 2019 | Östersund            | Norge                           |
| 2020 | Antholz              | Norge                           |
| 2021 | Pokljuka             | Norge                           |
| 2023 | Oberhof              | Norge                           |
| 2024 | Nové Město           | Frankrike                       |
| 2025 | Lenzerheide          | Frankrike                       |

## Lista över tidernas vinstrikaste skidskyttar i VM
| Nr | Namn                                | Land                 | Guld | Silver | Brons | Totalt |
| -- | ----------------------------------- | -------------------- | ---- | ------ | ----- | ------ |
| 1  | Ole Einar Bjørndalen                | Norge                | 19   | 11     | 9     | 39     |
| 2  | Frank Luck                          | Östtyskland Tyskland | 11   | 5      | 4     | 20     |
| 3  | Emil H. Svendsen Alexander Tikhonov | Norge Sovjetunionen  | 11   | 4      | 2     | 17     |
| 5  | Ricco Groß                          | Tyskland             | 9    | 5      | 6     | 20     |
| 6  | Frank Ullrich                       | Östtyskland          | 9    | 4      | 1     | 14     |
| 7  | Raphaël Poirée                      | Frankrike            | 8    | 3      | 7     | 18     |
| 8  | Sven Fischer                        | Tyskland             | 7    | 6      | 7     | 20     |
| 9  | Mark Kirchner                       | Östtyskland Tyskland | 7    | 1      | 2     | 10     |
| 10 | Tarjei Bø                           | Norge                | 7    | 0      | 2     | 9      |

| Nr | Namn                | Land                  | Guld | Silver | Brons | Totalt |
| -- | ------------------- | --------------------- | ---- | ------ | ----- | ------ |
| 1  | Magdalena Neuner    | Tyskland              | 12   | 4      | 1     | 17     |
| 2  | Elena Golovina      | Sovjetunionen         | 10   | 1      | 1     | 12     |
| 3  | Petra Behle         | Västtyskland Tyskland | 9    | 2      | 2     | 13     |
| 4  | Uschi Disl          | Tyskland              | 8    | 8      | 3     | 19     |
| 5  | Andrea Henkel       | Tyskland              | 8    | 6      | 2     | 16     |
| 6  | Tora Berger         | Norge                 | 8    | 5      | 5     | 18     |
| 7  | Liv Grete Poirée    | Norge                 | 8    | 3      | 2     | 13     |
| 8  | Svetlana Pečërskaja | Sovjetunionen OSS     | 7    | 3      | 1     | 11     |
| 9  | Kaija Parve         | Sovjetunionen         | 7    | 2      | 0     | 9      |
| 10 | Venera Chernyshova  | Sovjetunionen         | 7    | 1      | 2     | 10     |

## Detaljerad lista över tidernas vinstrikaste skidskyttar i VM

### Herrar och damer
Tabellen anger två tal: antal medaljer totalt / (varav individuella).
| Namn                  | Land          | Guld    | Silver | Brons  | Totalt  | Aktiv     |
| --------------------- | ------------- | ------- | ------ | ------ | ------- | --------- |
| Ole Einar Bjørndalen  | Norge         | 20 (11) | 11 (4) | 9 (7)  | 39 (22) | 1997–2017 |
| Johannes Thingnes Bø  | Norge         | 17 (7)  | 10 (?) | 4 (?)  | 31 (?)  | 2015–     |
| Martin Fourcade       | Frankrike     | 13 (11) | 10 (?) | 5 (?)  | 28 (?)  | 2011–2020 |
| Marte Olsbu Røiseland | Norge         | 13 (2)  | 0 (0)  | 4 (?)  | 17 (?)  | 2016–2021 |
| Emil Hegle Svendsen   | Norge         | 12 (5)  | 6 (?)  | 3 (?)  | 21 (?)  | 2007–2016 |
| Magdalena Neuner      | Tyskland      | 12 (6)  | 4 (2)  | 1 (0)  | 17 (8)  | 2007–2012 |
| Frank Luck            | Tyskland      | 11 (3)  | 5 (2)  | 4 (1)  | 20 (6)  | 1989–2004 |
| Aleksandr Tikhonov    | Sovjetunionen | 11 (5)  | 4 (2)  | 1 (1)  | 16 (7)  | 1967–1979 |
| Tarjei Bø             | Norge         | 11 (2)  | 2 (?)  | 10 (?) | 23 (?)  | 2011–     |
| Jelena Golovina       | Sovjetunionen | 10 (1)  | 1 (1)  | 1 (1)  | 12 (3)  | 1985–1991 |
| Tiril Eckhoff         | Norge         | 10 (3)  | 2 (?)  | 3 (?)  | 15 (?)  | 2015–2021 |

## Flest medaljer i samma mästerskap
Personer i fett stil är fortfarande aktiv.
| Flest guld under ett mästerskap |           |       |             |
| Namn                            | Land      | Antal | År          |
| Johannes Thingnes Bø            | Norge     | 5     | 2023        |
| Laura Dahlmeier                 | Tyskland  | 5     | 2017        |
| Marte Olsbu Røiseland           | Norge     | 5     | 2020        |
| Ole Einar Bjørndalen            | Norge     | 4     | 2005 + 2009 |
| Tora Berger                     | Norge     | 4     | 2013        |
| Tiril Eckhoff                   | Norge     | 4     | 2021        |
| Martin Fourcade                 | Frankrike | 4     | 2016        |
| Emil Hegle Svendsen             | Norge     | 4     | 2016        |
| Liv Grete Poirée                | Norge     | 4     | 2004        |
| Sturla Holm Lægreid             | Norge     | 4     | 2021        |

| Flest medaljer under ett mästerskap |           |           |             |
| Namn                                | Land      | Antal     | År          |
| Johannes Thingnes Bø                | Norge     | 7 (5-1-1) | 2023        |
| Marte Olsbu Røiseland               | Norge     | 7 (5-0-2) | 2020        |
| Laura Dahlmeier                     | Tyskland  | 6 (5-1-0) | 2017        |
| Tora Berger                         | Norge     | 6 (4-2-0) | 2013        |
| Tiril Eckhoff                       | Norge     | 6 (4-1-1) | 2021        |
| Martin Fourcade                     | Frankrike | 5 (4-1-0) | 2016        |
| Emil Hegle Svendsen                 | Norge     | 5 (4-0-1) | 2013        |
| Magdalena Neuner                    | Tyskland  | 5 (3-2-0) | 2011        |
| Raphaël Poirée                      | Frankrike | 5 (3-1-1) | 2004        |
| Tarjei Bø                           | Norge     | 5 (3-0-2) | 2011        |
| Ole Einar Bjørndalen                | Norge     | 4 (4-0-0) | 2005 + 2009 |